# Johnny Depp
John „Johnny” Christopher Depp II (n. 9 iunie 1963, Owensboro, Kentucky, SUA) este un actor, scenarist, regizor, producător și muzician american. A câștigat Globul de Aur și premiul academiei Screen Actors Guid pentru Cel Mai Bun Actor. El a ieșit în evidență în anii 1981, odată cu serialul 21 Jump Street, devenind un idol al adolescenților.
Depp a acceptat provocarea vieții lui de a accepta roluri "mai mari decât viața", începând cu un rol suport în filmul lui Oliver Stone, Platoon, reprezentând Războiul din Vietnam și care a apărut în 1986, apoi a jucat rolul principal în filmul fantezist Edward Scissorhands (1990). Mai târziu a experimentat succesul de box- office în aventura fantastică Sleepy Hollow (1999), apoi în fantasticul Pirates of the Caribbean: The Curse of the Black Pearl (2003) și în continuările acestuia. A continuat cu Charlie and the Chocolate Factory (2005), filmul fantastic Alice in Wonderland (2010) și a dat voce personajului principal din comedia western animată Rango (2011). În nouă din filmele lui a colaborat cu directorul, producătorul și prietenul său, Tim Burton. 
Depp este considerat a fi unul dintre cei mai buni actori de film pe plan mondial. A reușit să câștige laudele criticilor pentru performanțele sale, care au inclus următoarele roluri: directorul și regizorul Ed Wood în Ed Wood, agentul FBI sub acoperire Joseph D. Pistone în Donnie Brasco, autorul J.M. Barrie în Finding Neverland, și Whitey Bulger, gangsterul american din Black Mask. Filmele lui Depp au avut încasări de peste 3.2 miliarde de dolari în box-office-ul american și peste 8 miliarde de dolari pe plan mondial. Seria Pirații din Caraibe a strâns 3 miliarde, Alice in Wonderland 1 miliard, Charlie și Fabrica de Ciocolată 474 milioane și Turistul 278 milioane.

## Biografie
John Christopher Depp II s-a născut pe 9 iunie 1963 în orașul Owensboro, Kentucky. La puțin timp după nașterea sa, familia lui s-a mutat în Florida după ce părinții săi au divorțat pe când el avea 16 ani, abandonează școala un an mai târziu, sperând să reușească într-o carieră de muzician. Depp a înființat multe formații de garaj, cea mai reușită fiind The Kids, cu care o dată a deschis un concert al lui Iggy Pop. A descoperit actoria când a făcut o vizită la Los Angeles (California) cu fosta sa soție, Lori Anne Allison, care i-a făcut cunoștință cu actorul Nicolas Cage, care la rândul său l-a prezentat impresarului său. Curând după aceea, și-a făcut debutul în 1984 cu filmul A Nightmare on Elm Street. În 1987, devine faimos când îl înlocuiește pe Jeff Yagher în rolul polițistului sub acoperire Tommy Hanson din serialul de televiziune 21 Jump Street. În 1990, după numeroase filme pentru adolescenți, are loc începutul unei lungi relații de muncă, dar și de prietenie, cu regizorul Tim Burton, când a jucat rolul principal din Edward Scissorhands (Edward Mâini-de-foarfecă). După acest succes, Depp a reușit să-și creeze un stil propriu, primind tot mai multe roluri sumbre și foarte diferite, în stare să surprindă atât criticii cât și publicul.
A continuat să câștige aprecierea criticilor și să îi crească popularitatea apărând în mai multe ipostaze înainte să revină cu rolul principal din filmul lui Burton, Ed Wood. În 1997, Depp l-a jucat pe agentul FBI sub acoperire din filmul Donnie Brasco, alături de Al Pacino. În 1998, a apărut în Fear and Loathing in Las Vegas (Spaimă și scârbă în Las Vegas), iar apoi în 1999 în SF-ul horror The Astronaut"s Wife (Soția astronautului). În același an, a făcut din nou echipă cu Burton în Sleepy Hollow (Legenda călărețului fără cap), interpretându-l pe Ichabod Crane.
Johnny Depp a jucat multe roluri în cariera sa, inclusiv un personaj dintr-o carte, inspectorul Fred Abberline din From Hell (Din iad - Jack Spintecătorul) în 2001. În 2003 a jucat alături de Antonio Banderas și de Salma Hayek în Once Upon in Mexico (A fost odată în Mexic - Desperado 2), iar mai târziu în același an a început să joace rolul căpitanului Jack Sparrow din blockbusterul Pirates of the Caribbean: The Curse of the Black Pearl (Pirații din Caraibe: Blestemul Perlei Negre).

### Viața personală

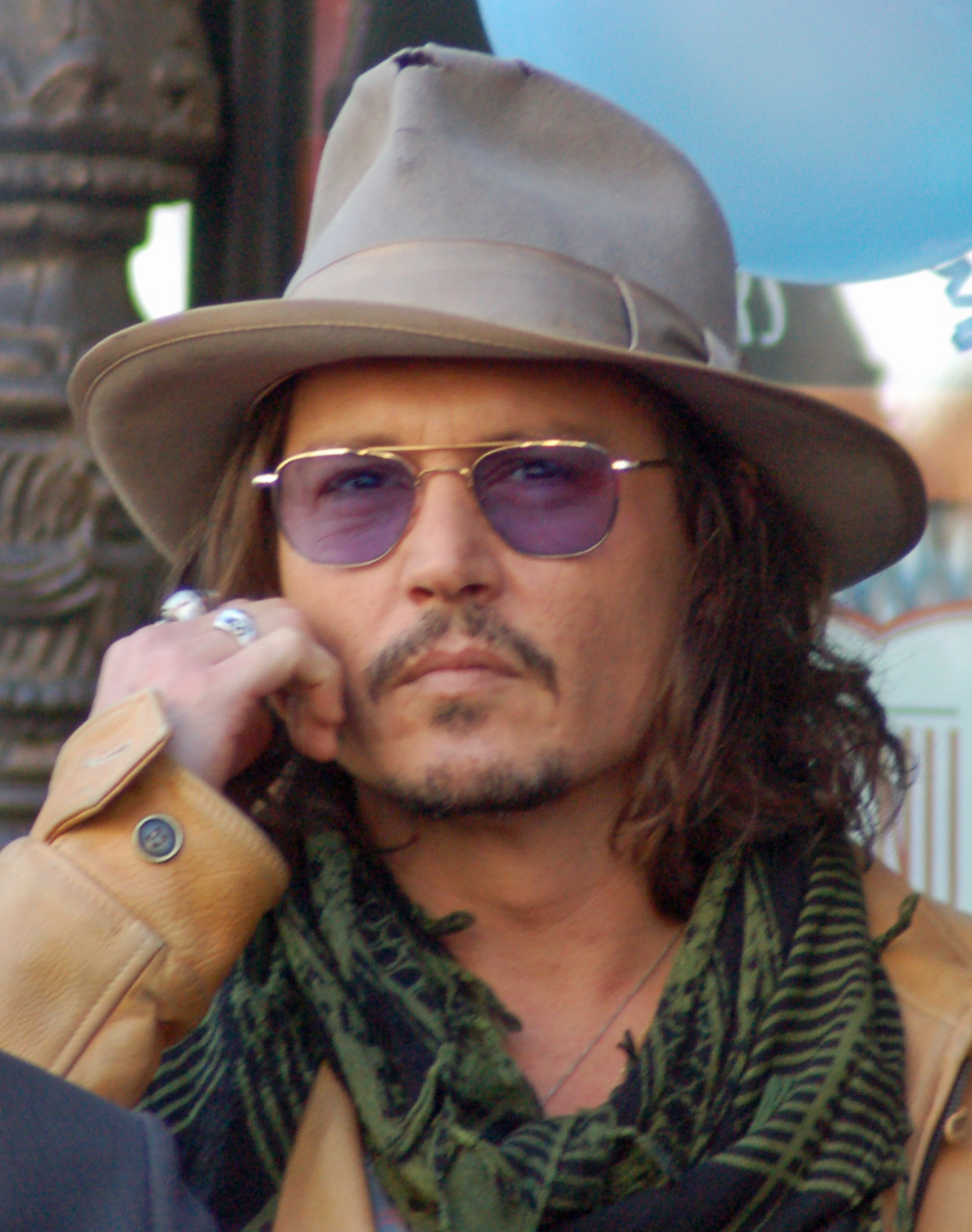
Johnny Depp la ceremonia de primire a stelei pe Hollywood Walk of Fame de către Penélope Cruz, aprilie 2011

Johnny Depp a fost căsătorit cu Lori Anne Allison din 20 decembrie 1983 până în 1985, când cei doi au divorțat. Ulterior a fost logodit cu actrițele Jennifer Grey și Sherilyn Fenn la sfârșitul anilor 1980, iar în anii 1990 a fost într-o relație cu Winona Ryder, pentru care el și-a tatuat „WINONA FOREVER” pe brațul drept. În 1998, după o relație de patru ani cu supermodelul britanic Kate Moss, Depp a început o relație cu actrița și cântăreața franceză Vanessa Paradis, pe care a întâlnit-o la filmările pentru The Ninth Gate. După 14 ani de relație și în urma câtorva luni de speculații media, în iunie 2012 Depp și Paradis și-au anunțat despărțirea. 
Cel de-al doilea mariaj al lui Depp este cu actrița și modelul Amber Heard. Cei doi sunt împreună din 2012, de la filmările pentru The Rum Diary (Jurnalul unui iubitor de rom) și s-au căsătorit pe 4 februarie 2015, într-o ceremonie privată la casa lor din Los Angeles.
Depp are doi copii cu Vanessa Paradis: o fată, Lily-Rose Melody Depp (n. 1999), și un băiat, John „Jack” Christopher Depp III (n. 2002). În 2007, fiica lui Depp s-a vindecat după o boală serioasă, o infecție cu bacteria E. coli, care i-a cauzat disfuncționalități ale rinichilor, ceea ce a dus la perioade îndelungate de spitalizare. Ca mulțumire față de Great Ormond Street Hospital, în noiembrie 2007 Depp a vizitat spitalul îmbrăcat în ținuta lui „Jack Sparrow” și a petrecut patru ore citind povești copiilor. În 2008, el a donat spitalului £1 milion (~ $2 milioane).

## Cariera

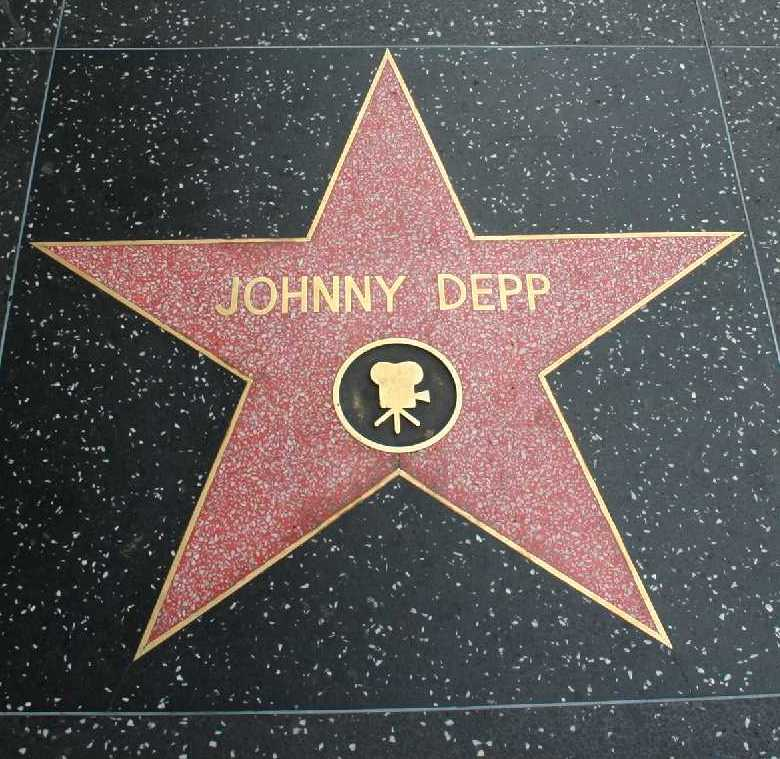
Steaua lui Johnny Depp de pe Hollywood Walk of Fame, primită pe 19 noiembrie 1999

Și-a făcut debutul în A Nightmare On Elm Street (1984). În 1987 i-a luat locul lui Jeff Yagher în rolul polițistului sub acoperire Tommy Hanson în serialul TV foarte popular 21 Jump Street (1987). În 1990, după câteva roluri mai puțin importante, a început colaborarea fructuoasă cu regizorul Tim Burton. Primul film la care colaborează cei doi este Edward Scissorhands (1990). A continuat să acumuleze popularitate și faimă prin a doua colaborare cu Tim Burton în Ed Wood (1994). În 1997, a jucat rolul unui agent FBI sub acoperire în Donnie Brasco, alături de Al Pacino. Un an mai târziu a apărut în Spaimă și scârbă în Las Vegas, în regia lui Terry Gilliam, iar în 1999 horrorul științifico-fantastic The Astronaut's Wife. În același an a făcut din nou echipă cu Tim Burton în Sleepy Hollow. Urmează apoi rolurile din From Hell (2001), Once Upon a Time in Mexico, Pirates of the Caribbean: The Curse of the Black Pearl (2003), Finding Neverland (2004) și Charlie and the Chocolate Factory (2005).
În afara vieții de scenă, Johnny Depp a avut relații cu mai multe celebrități, cum ar fi logodnele eșuate cu Jennifer Grey, Winona Ryder și Kate Moss. A fost căsătorit cu Lori Anne Allison în anii 1983-1985. Cea mai lungă relație a lui Johnny Depp a fost cu actrița și cântăreața franceză Vanessa Paradis, cu care are și doi copii: Lily-Rose Melody, născută în 1999, și Jack, născut în 2002.
Jonny Depp a fost practic lansat de regizorul Tim Burton, care l-a ales pentru rolul lui Edward Scissorhands, personajul principal al filmului omonim. Prietenia lor și abilitatea de a colabora într-o sinergie rar întâlnită a stat la baza unor succese răsunătoare în Box Office-ul american.

## Filmografie
| An   | Titlu                                                                                                | Regizor                           | Rol                                   |
| ---- | --- | --------------------------------- | ------------------------------------- |
| 2017 | Crima din Orient Express                                                                             | Kenneth Branagh                   | Ratchett                              |
| 2017 | Pirații din Caraibe 5 (Pirates of the Caribbean: Dead Men Tell No Tales)                             | Joachim Rønning și Espen Sandberg | Căpitanul Jack Sparrow                |
| 2016 | Alice în Țara Oglinzilor                                                                             | James Bobin                       | The Mad Hatter                        |
| 2015 | Yoga Hosers                                                                                          | Kevin Smith                       | Guy Lapointe                          |
| 2015 | Black Mass                                                                                           | Scott Cooper                      | Whitey Bulger                         |
| 2015 | Mortdecai                                                                                            | David Koepp                       | Charlie Mortdecai                     |
| 2014 | Into the Woods                                                                                       | Rob Marshall                      | Lupul                                 |
| 2014 | Tusk                                                                                                 | Kevin Smith                       | Guy Lapointe                          |
| 2014 | Transcendence                                                                                        | Wally Pfister                     | Will                                  |
| 2013 | Legenda Călărețului Singuratic (The Lone Ranger)                                                     | Gore Verbinski                    | Tonto                                 |
| 2012 | Dark Shadows                                                                                         | Tim Burton                        | Barnabas Collins                      |
| 2012 | 21 Jump Street                                                                                       | Phil Lord și Chris Miller         | Tom Hanson                            |
| 2011 | Jack and Jill                                                                                        | Dennis Dugan                      | Johnny Depp                           |
| 2011 | The Rum Diary                                                                                        | Bruce Robinson                    | Paul Kemp                             |
| 2011 | Pirații din Caraibe: Pe ape și mai tulburi (Pirates of the Caribbean: On Stranger Tides)             | Rob Marshall                      | Căpitanul Jack Sparrow                |
| 2011 | Rango                                                                                                | Gore Verbinski                    | Rango (voce)                          |
| 2010 | The Tourist                                                                                          | Florian Henckel von Donnersmarck  | Frank Tupelo/Alexander Pearce         |
| 2010 | Alice in Wonderland                                                                                  | Tim Burton                        | The Mad Hatter                        |
| 2009 | Public Enemies                                                                                       | Michael Mann                      | John Dillinger                        |
| 2009 | The Imaginarium of Doctor Parnassus                                                                  | Terry Gilliam                     | Imaginarium Tony Nr.1                 |
| 2007 | Sweeney Todd: The Demon Barber of Fleet Street                                                       | Tim Burton                        | Ben Barker/Sweeney Todd               |
| 2007 | Pirații din Caraibe: La capătul lumii (Pirates of the Caribbean: At World's End)                     | Gore Verbinski                    | Căpitanul Jack Sparrow                |
| 2006 | Pirații din Caraibe: Cufărul omului mort (Pirates of the Caribbean: Dead Man's Chest)                | Gore Verbinski                    | Căpitanul Jack Sparrow                |
| 2005 | Mireasa moartă (Corpse Bride)                                                                        | Tim Burton și Mike Johnson        | Victor Van Dort (voce)                |
| 2005 | Charlie și fabrica de ciocolată (Charlie and the Chocolate Factory)                                  | Tim Burton                        | Willy Wonka                           |
| 2004 | Libertinul (The Libertine)                                                                           | Laurence Dunmore                  | Rochester                             |
| 2004 | În căutarea Tărâmului de Nicăieri (Finding Neverland)                                                | Marc Forster                      | Sir James Matthew Barrie              |
| 2004 | Fereastra secretă (Secret Window)                                                                    | David Koepp                       | Mort Rainey                           |
| 2003 | A fost odată în Mexic - Desperado 2 (Once Upon a Time in Mexico)                                     | Robert Rodriguez                  | Sands                                 |
| 2003 | Pirații din Caraibe: Blestemul Perlei Negre (Pirates of the Caribbean: The Curse of the Black Pearl) | Gore Verbinski                    | Căpitanul Jack Sparrow                |
| 2001 | Din Iad - Jack Spintecătorul (Letter from Hell)                                                      | Albert Hughes și Allen Hughes     | Inspector Fred Abberline              |
| 2001 | Visul alb (Blow)                                                                                     | Ted Demme                         | George Jung                           |
| 2000 | Ciocolată cu dragoste (Chocolat)                                                                     | Lasse Hallström                   | Roux                                  |
| 2000 | Viața și epoca lui Reinaldo Arenas (Before Night Falls)                                              | Julian Schnabel                   | Bon Bon/Teniente Victor               |
| 2000 | The Man Who Cried (The Man Who Cried)                                                                | Sally Potter                      | Cesar                                 |
| 1999 | Legenda călărețului fără cap (Sleepy Hollow)                                                         | Tim Burton                        | Ichabod Crane                         |
| 1999 | Soția austronautului (The Astronaut's Wife)                                                          | Rand Ravich                       | Spencer Armacost                      |
| 1999 | A noua poartă (The Ninth Gate)                                                                       | Roman Polanski                    | Dean Corso                            |
| 1998 | Aventuri în Las Vegas (Fear and Loathing in Las Vegas)                                               | Terry Gilliam                     | Raoul Duke/Hunter S. Thompson         |
| 1997 | The Brave (The Brave)                                                                                | Johnny Depp                       | Raphael                               |
| 1997 | Donnie Brasco (Donnie Brasco)                                                                        | Mike Newell                       | Donnie Brasco/Joseph D. "Joe" Pistone |
| 1995 | Crimă contra cronometru (Nick of Time)                                                               | John Badham                       | Gene Watson                           |
| 1995 | Călătorie spre eternitate (Dead Man)                                                                 | Jim Jarmusch                      | William Blake                         |
| 1995 | Don Juan DeMarco (Don Juan DeMarco)                                                                  | Jeremy Leven                      | Don Juan                              |
| 1994 | Ed Wood (Ed Wood)                                                                                    | Tim Burton                        | Ed Wood                               |
| 1993 | Ce-l roade pe Gilbert Grape (What's Eating Gilbert Grape)                                            | Lasse Hallström                   | Gilbert Grape                         |
| 1993 | Benny și Joon, o dragoste trăsnită (Benny & Joon)                                                    | Jeremiah S. Chechik               | Sam                                   |
| 1993 | Căutătorul de vise (Arizona Dream)                                                                   | Emir Kusturica                    | Axel Blackmar                         |
| 1990 | Edward Mâini-de-foarfecă (Edward Scissorhands)                                                       | Tim Burton                        | Edward Scissorhands                   |
| 1990 | Lacrimi de fată (Cry-Baby)                                                                           | John Waters                       | Wade Walker                           |
| 1986 | Plutonul (Platoon)                                                                                   | Oliver Stone                      | Gator Lerner                          |
| 1985 | Hotel particular (Private Resort)                                                                    | George Bowers                     | Jack                                  |
| 1984 | Coșmar pe Elm Street (A Nightmare On Elm Street)                                                     | Wes Craven                        | Glen Lantz                            |

## Premii
Oscar
Nominalizat:
- 2008 - Cel mai bun actor în rol principal - Sweeney Todd: The Demon Barber of Fleet Street
- 2005 - Cel mai bun actor în rol principal - Finding Neverland
- 2004 - Cel mai bun actor în rol principal - Pirates of the Caribbean: The Curse of the Black Pearl

Globul de aur:
Nominalizat:
- 2006 - Cel mai bun actor într-o comedie sau muzical - Charlie and the Chocolate Factory Arhivat în 26 mai 2012, la Wayback Machine.
- 2005 - Cel mai bun actor într-o dramă - Finding Neverland[nefuncțională]
- 1995 - Cel mai bun actor într-o comedie sau muzical - Ed Wood Arhivat în 26 mai 2012, la Wayback Machine.
- 1994 - Cel mai bun actor într-o comedie sau muzical - Benny & Joon Arhivat în 26 mai 2012, la Wayback Machine.
- 1991 - Cel mai bun actor într-o comedie sau muzical - Edward Scissorhands

Câștigă:
- 1990 - ShoWest Award
- 1994 - Actor of the Year
- 1996 - Actor of the Year
- 1998 - Golden Aries
- 1999 - Star on the Walk of Fame, Motion Picture
- 2003 - Actor of the Year
- 2004 - Teen Choice Award
- 2004 - SFX Award, Cel mai bun actor
- 2006 - Teen Choice Award
- 2007 - Cel mai bun actor, SFX Award
- 2007 - Rembrandt Award
- 2008 - Best International Actor
- 2008 - Globul de aur - Cel mai bun actor într-o comedie sau muzical Sweeney Todd: The Demon Barber of Fleet Street
- 2008 - Rembrandt Award
- 2008 - Teen Choice Award
- 2010 - Favorite Movie Actor of the Decade
- 2010 - Favorite Movie Actor
- 2011 - Teen Choice Award
- 2011 - Rembrandt Award